# 이언도 (건주방어사)
이언도(李彦圖, ? ~ 913년)는 오대십국 시대 초기의 군관으로, 912년부터 913년까지 건주를 통제하였다.

## 생애
이언도의 출신지와 출생 연도를 포함한 개인적인 출신 배경에 관해서는 거의 알려진 것이 없다. 912년 초, 그 전에 전임 노연창을 모살하고 건주를 통제함과 동시에 후량 태조 주전충에 의해 건주방어사에 임명되었던 여구가 사망하였다. 당시 아장(牙將)으로 있던 이언도는 건주를 접수하여 지주사(知州事, 주의 업무를 알아서 처리하는 직책)를 대행하였고, 그 역시 표면상 건주방어사의 직책을 차지하였다. (현존하는 역사 기록들에서 그가 후량 조정이나 그 적국이었던 오나라에서 정식으로 인가를 받았는지는 분명하지 않다. 단, 오나라에서는 이전에 노연창을 건주자사로 임명한 적이 있었다. 당시의 상황으로 보았을 때, 후량 조정에 의해 건주방어사로 임명된 것으로 추정된다.)
이언도가 권력을 탈취한 이후, 노연창의 아버지 노광조를 위해 오랫동안 모사로 활약했던 노장 담전파(이에 앞서 여구는 그를 살해하려고 했었다)는 병이 위독하다고 핑계대고, 자신은 군사 업무에서 은퇴했다고 주장하였다. 담전파가 병들었다는 소식을 들은 청해군(淸海軍, 본부는 지금의 광동성 광주시에 있었다)절도사 유암은 명목상 후량의 영토에 속해 있던 건주 관하의 소주를 공격하였다. 노연창이 임명했던 소주자사 요상(廖爽)은 소주를 버리고 초나라로 달아났고, 이에 따라 소주는 건주의 통제에서 이탈하게 되었다. 그 후, 초왕 마은은 후량 조정에 표문을 올려 요상을 영주자사로 임명하였다.
이언도는 913년 초(음력으로는 912년 말)에 사망하였다. 건주 사람들은 담전파를 지주사로 추대하여 그의 뒤를 잇게 하였다.

## 참고 자료
- 《자치통감》 제268권

| 전임 건주방어사 여구 | 건주의 통치자 912년 ~ 913년 | 후임 백승군절도사 담전파 |